# Reichsstraße 142

Die Reichsstraße 142 (R 142) war bis 1945 eine Staatsstraße des Deutschen Reichs und führte durch den Westen der Provinz Ostpreußen. In einem weiten Bogen verlief sie von Braunsberg (heute polnisch Braniewo) zunächst östlich bis Heilsberg (Lidzbark Warmiński), von dort nordöstlich bis nach Wehlau (heute russisch Snamensk). Die R 142 stellte eine Alternative zur R 1 dar, die von Braunsberg in einem nordwestlichen Bogen über Königsberg (Preußen) (heute Kaliningrad) nach Wehlau führte. In ihrem Verlauf verband die R 142 mehrere Reichsstraßen mit der R 1: die R 126, R 128, R 131, R 134 und die R 141. Die Gesamtlänge der R 142 betrug 141 Kilometer.
Heute verlaufen auf der Trasse der ehemaligen R 142 mehrere polnische und russische Fern- und Nahverkehrsstraßen. Das früher durchlaufende Band der R 142 wird heute an der polnisch-russischen Grenze in dem geteilten Dorf Schönbruch (polnischer Teil Szczurkowo, russischer Teil Schirokoje) unterbrochen. In der polnischen Woiwodschaft Ermland-Masuren ersetzen die Woiwodschaftsstraßen DW 507, DW 512 und DW 513 und zwischendrin die DK 51, im russischen Oblast Kaliningrad die 27A-037 (ex P 514) die alte R 142.

## Straßenverlauf der R142
(heutige Droga wojewódzka 507):
Provinz Ostpreußen (heute: Woiwodschaft Ermland-Masuren):
Kreis Braunsberg (heutiger Powiat Braniewski):
- Braunsberg (Anschluss: R 1)
- Klein Amtsmühle (Bobrowiec)

Kreis Heiligenbeil:
- Maternhöfen (Maciejewo) (Anschluss: Reichsautobahn Berlin–Königsberg)
- Vogelsang (Zakrzewiec)
- Lindenau (Lipowina)
- Breitlinde (Wola Lipowska)

Kreis Braunsberg:
- Lilienthal (Białczyn)
- Peterswalde (Piotrowiec)
- Engelswalde (Sawity)
- Mehlsack (Pieniężno) (Anschluss: R 126)

(Straße ohne Bezeichnung):
- Rosengarth (Różaniec)
- Sonnwalde (Radziejewo)
- Lichtenau (Lechowo)
- Eschenau (Jesionowo)

Kreis Heilsberg (heutiger Powiat Lidzbarski):
- Frauendorf (Babiak)

 (heutige Droga wojewódzka 513):
- Raunau (Runowo)
- Heilsberg (Lidzbark Warmiński) (Anschluss: R 134)

 (heutige Droga krajowa 51):
- Markeim (Markajmy)
- Roggenhausen (Rogóż)
- Lauterhagen (Samolubie)

Landkreis Bartenstein (Ostpr.) (heutiger Powiat Bartoszycki):
- Buchau (Bukowo)
- Hermenhagen (Osieka)
- Bartenstein (Bartoszyce) (Anschluss: R 128 und R 135)

 (heutige Droga wojewódzka 512):
- Legienen (Leginy)
- Siddau (Żydowo)
- Park (Park)
- Schönbruch (polnischer Teil: Szczurkowo)

o heutige Polnisch-russische Grenze (ohne Grenzübergangsstelle) o
(Straße ohne Bezeichnung):
(heute Oblast Kaliningrad):
(heutiger Rajon Prawdinsk (Friedland)):
- Schönbruch (russischer Teil: Schirokoje)
- Wicken (Klimowka)
- Wolmen (Malinowka)
- Deutsch Wilten (Jermakowo)
- Grünwalde (Antonowo)
- Postehnen (Peredowoje)
- Friedland (Ostpreußen) (Prawdinsk) (Anschluss R 131)

27A-037 (heutige russische Regionalstraße (ex P 514)):
- Hohenfelde (Lugowoje)
- Groß Wohnsdorf (Kurortnoje)

Kreis Wehlau:
- Progen (Pospelowo)
- Allenburg (Druschba)
- Dettmitten (Iswilino)
- Groß Plauen (Fedotowo)
- Leißienen (Rodniki)

(heutiger Rajon Gwardeisk (Tapiau)):
- Paterswalde (Bolschaja Poljana)
- Wehlau (Snamensk) (Anschluss: R 1)